# Nachtlinie (Fernsehsendung)
Die Nachtlinie war eine Fernsehsendung des BR Fernsehens mit Moderator Andreas Bönte, welche von 2007 bis 2024 ausgestrahlt wurde. Die Nachtlinie war als Straßenbahn (bzw. Trambahn) meist in München, manchmal auch in Augsburg, in Nürnberg, in Würzburg oder in anderen bayerischen Städten, mit einem Filmteam unterwegs. In dieser Straßenbahn begrüßte Moderator Andreas Bönte, aus dessen Idee das Sendungskonzept stammte, meist ein bis zwei Gäste aus Politik, Wissenschaft, Schauspielerei und vielen anderen Gesellschaftsbereichen, mit denen er sich 30 Minuten lang in der fahrenden Bahn über deren Leben und Tätigkeiten sehr persönlich und offen in vertieften Gesprächen unterhielt. Dabei setzte Andreas Bönte eine persönliche, offene Gesprächskultur fort, wie er sie zuvor in der Sendereihe BR-Forum entwickelt hatte. Manchmal waren auch musikalische Einlagen Teil der Straßenbahnfahrt. Die Nachtlinie wurde, wie der Titel bereits aussagt, bei Dunkelheit produziert. Dabei befanden sich neben den Filmkameras in der Straßenbahn auch Kameras am Straßenrand, um die Nachtlinie auch von außen filmisch zu begleiten. Aufgrund der beengten Platzverhältnisse in einer Straßenbahn musste die Sendung während der Aufzeichnung nur mit einem kleinen Team in der Straßenbahn auskommen, darunter lediglich zwei Kameramänner und ein Tontechniker. Außerdem waren ca. 15 Zuschauer in der Straßenbahn anwesend.
Die Sendung wurde von 2007 bis 2016 wöchentlich donnerstags um 23:30 Uhr im Bayerischen Fernsehen ausgestrahlt, von 2020 bis 2022 wöchentlich dienstags um 23:30 Uhr, und von 2023 bis 2024 wöchentlich montags um 23:30 Uhr. Im Zuge einer Programmreform des BR Fernsehens wurde die Nachtlinie von April 2016 bis Januar 2020 durch das Nachfolgerformat nacht:sicht ersetzt, in welchem Moderator Andreas Bönte jeweils einen oder mehrere Gesprächsgäste bei Dunkelheit im Restaurant ELLA im Münchner Lenbachhaus begrüßte. Ab Januar 2020 wurden „auf vielfältigen Wunsch“ der Zuschauer neue Folgen der Nachtlinie aus der Straßenbahn ausgestrahlt. Allerdings konnte die Nachtlinie in den Anfängen der Corona-Pandemie aufgrund der beengten Platzverhältnisse nicht aus der Straßenbahn gesendet werden, sondern wurde in dieser Zeit stattdessen aus dem MVG Museum der Münchner Verkehrsgesellschaft gesendet, danach erfolgte eine Rückkehr in die Straßenbahn. Für extra-Ausgaben der Nachtlinie besuchte Andreas Bönte mit seinen Gästen in seltenen Fällen statt einer Straßenbahn auch andere Orte für das Gespräch, wie z. B. den Bayerischen Landtag in München, die Fuggerei in Augsburg, oder den alten israelitischen Friedhof in München.
Am 30. Dezember 2024 wurde die Sendung aufgrund des im April 2025 nahenden Eintritts in den Ruhestand von Moderator Andreas Bönte mit einer Abschiedssendung endgültig eingestellt. Von Oktober 2007 bis Dezember 2024 wurden insgesamt 507 Sendungen der Nachtlinie und des zwischenzeitlichen Nachfolgerformats nacht:sicht ausgestrahlt.